# Morbello
Morbello (piemontesisch Mirbé) ist eine Gemeinde in der italienischen Provinz Alessandria (AL), Region Piemont.

## Lage und Einwohner
Die Gemeinde Morbello liegt 45 km südlich von der Provinzhauptstadt Alessandria auf einer Höhe von 453 m über dem Meeresspiegel. Das Gemeindegebiet umfasst eine Fläche von 23,28 km² und hat 396 (Stand 31. Dezember 2023) Einwohner. Zur  Gemeinde zählen die Ortsteilen (Fraktionen) Costa, Piazza, Vallosi, Caviglie, Campazzi, Colla Nani, Valle und Cavalla.
Die Nachbargemeinden sind Cassinelle, Cremolino, Grognardo, Ponzone, Prasco und Visone.

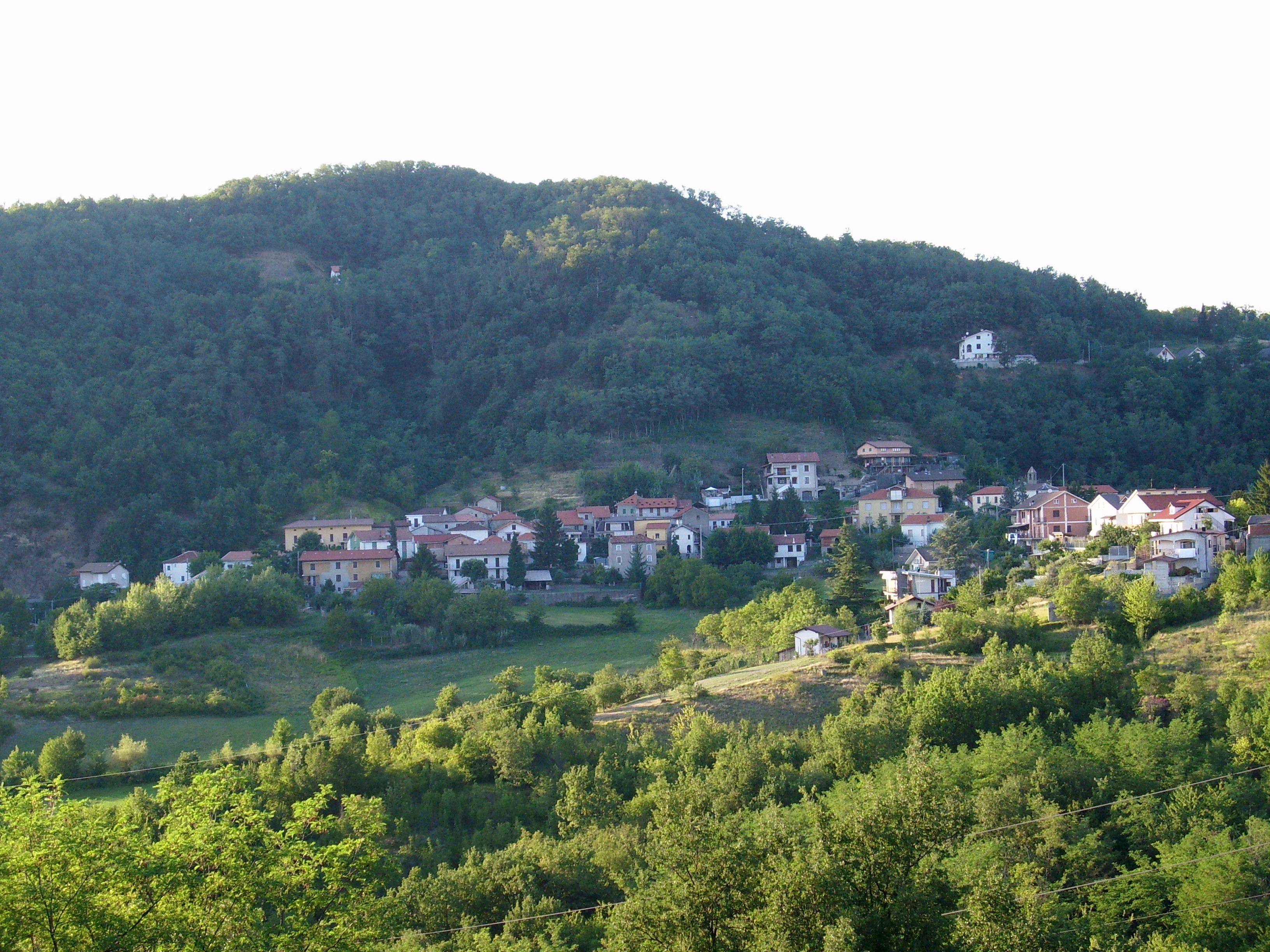
Die Fraktion Valosi

## Geschichte

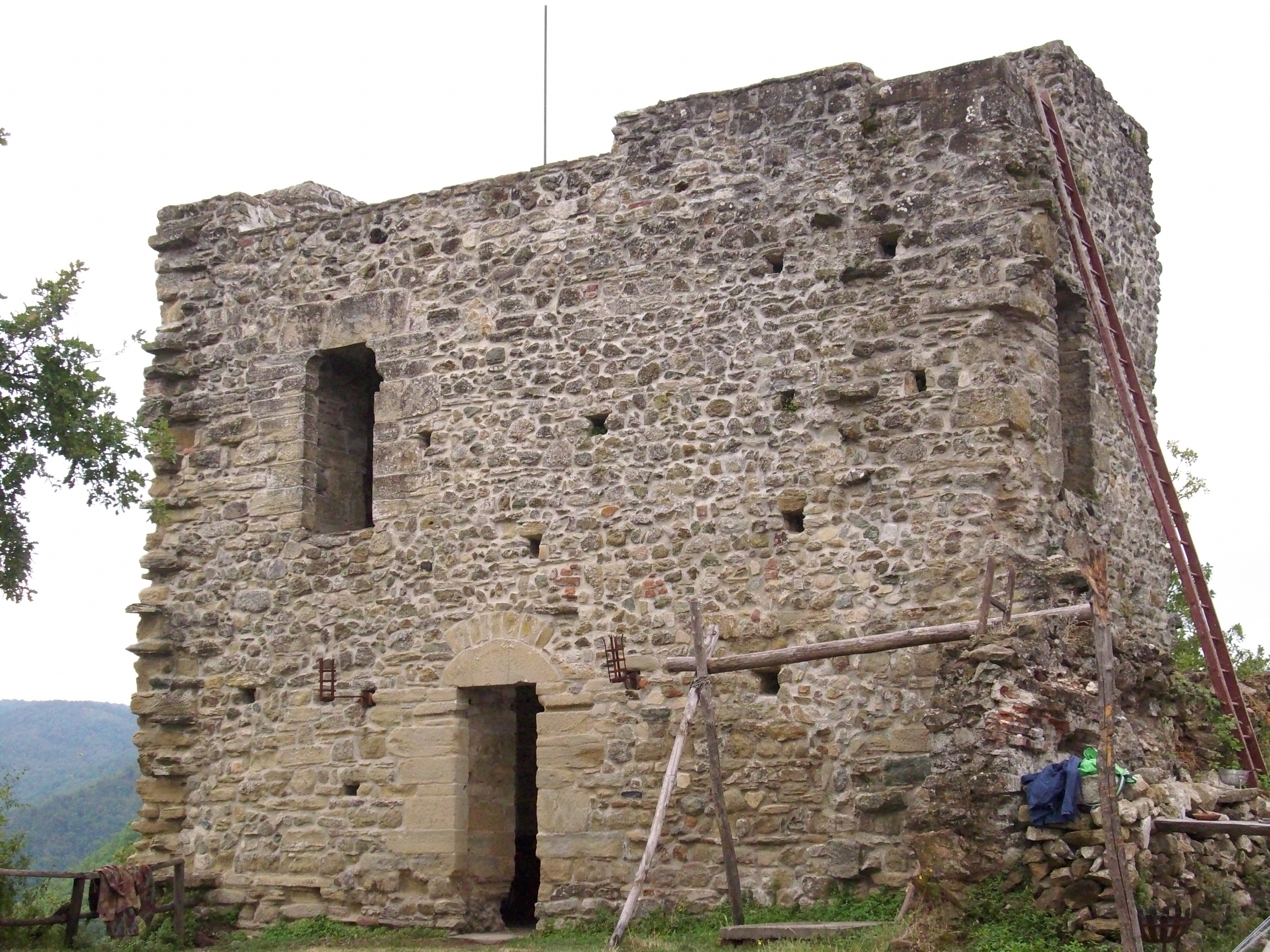
Castello di Morbello

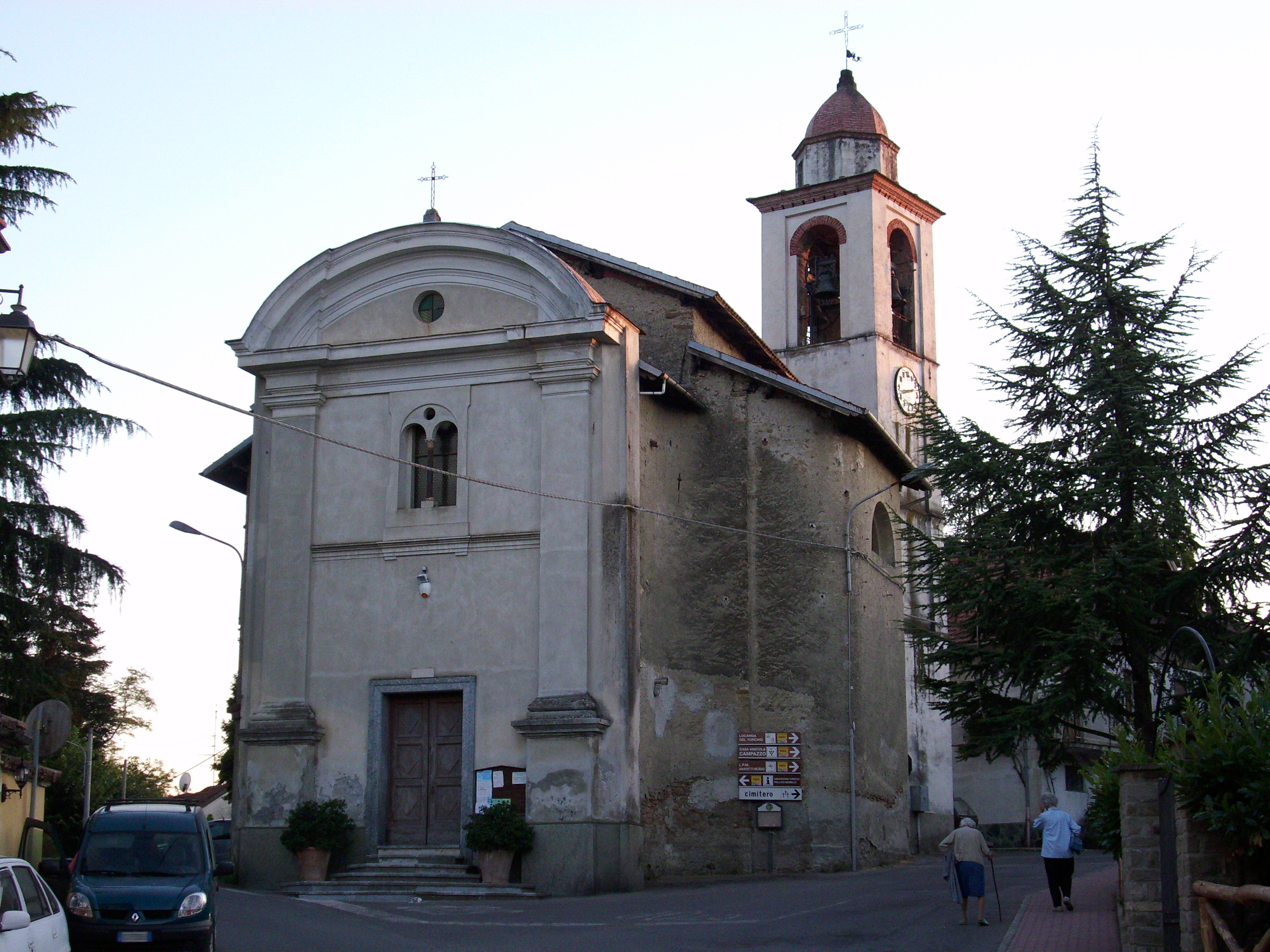
Kirche San Rocco

Der Ortsname ist ab dem Jahr 991 mit der Form MIRBELLUS bezeugt, die sich aus dem Verb MIRA und dem Adjektiv BELLUS ableitet. Varianten sind die Formen „Murbellus“ und „Miribellus“. Seine Ursprünge reichen bis in die Vorgeschichte zurück, wie zahlreiche archäologische Funde aus der Altsteinzeit und der Jungsteinzeit belegen. Feuerstein und bearbeitete Steinwerkzeuge sind heute im Archäologischen Museum von Acqui Terme aufbewahrt. Später wurde es von den Liguriern und dann von den Römern bewohnt, bevor es von den Ostgoten und Langobarden besetzt wurde. Unter diesen wurde es bis zur karolingischen Herrschaft einem gewissen Gastaldo von Acqui anvertraut.
Im Mittelalter gab es verschiedene Ereignisse, die es prägten. Im Jahr 991 unterstand es der Gerichtsbarkeit des Klosters San Quintino di Spigno. 1039 wurde es an das Bistum Acqui abgetreten und im 12. Jahrhundert, nachdem es an die Herren von Sommariva übergegangen war, verbündete es sich mit Alessandria. Zahlreiche Herren wetteiferten später um seine Herrschaft. Darunter die Boscos, die Malaspinas und die Markgrafen von Monferrato.
Im 15. Jahrhundert wurde es Teil des Besitzes der Familie Sforza und nach einer kurzen Zeit, in der die Familie Monferrato zurückkehrte, um es zu regieren, wurde es Eigentum der Familie Gonzaga. Die letzten Feudalherren waren die Spinolas und die Pallavicinos. Im 18. Jahrhundert wurde es in die savoyischen Herrschaftsgebiete eingegliedert und während des Zweiten Weltkriegs diente es als Zufluchtsort für viele Partisanen, die fast täglich mit den Deutschen und Republikanern von Salò zusammenstießen.

## Sehenswürdigkeiten
Zu den bemerkenswerten Überresten der Vergangenheit zählen:
- Die Ruinen der Burg dominieren das Dorf Morbello Piazza, das seit dem 17. Jahrhundert mehrmals zerstört und wieder aufgebaut wurde. Es gehörte mehreren Patrizierfamilien der Republik Genua und wurde im 12. Jahrhundert erbaut.
- Die Pfarrkirche San Sisto und das Oratorium von San Giovanni Battista, in dem alte Fresken aufbewahrt werden.
- Die Kirche Sant'Anastasia, romanischen Ursprungs, diente als Lazzaretto-Kirche.
- Die „Arbech“ oder Kastanientrockner, die in der Antike von den Bauern der Gegend aus Stein gebaut wurden.

## Kulinarische Spezialitäten
In Morbello werden Reben für den Dolcetto d’Acqui, einen Rotwein mit DOC Status angebaut. Die Beeren der Rebsorten Spätburgunder und/oder Chardonnay dürfen zum Schaumwein Alta Langa verarbeitet werden. Die Sorte Barbera findet Eingang in den Barbera del Monferrato.
Im Oktober findet die Castagnata statt. Ein Fest der Kastanie, die hier noch an vielen Orten geerntet werden.